# Chiesa di San Lorenzo a Usella
La chiesa di San Lorenzo a Usella si trova nel comune di Cantagallo, in provincia di Prato.

## Storia e descrizione
La pieve, una delle chiese più antiche della vallata, è documentata dalla fine del X secolo; il patronato spettò dal 1189 alla Badia di Vaiano.
La chiesa ha subito trasformazioni e rifacimenti, fino alla radicale ristrutturazione del 1907 su progetto di Giuseppe Bacci, con la quale la pieve è stata ampliata ricavando le navate laterali da compagnia e canonica. Le modeste forme classicheggianti di facciata e interni si devono a questo intervento, anche se sono settecentesche le volte sulla nave centrale.
Gli altari di destra conservano interessanti tele: una Madonna del Rosario (1703) di un pittore vicino ad Anton Domenico Gabbiani, e una bellissima Madonna col Bambino con i Santi Lorenzo e Barnaba dipinta da Jacopo Chimenti, detto l'Empoli, tra 1605 e 1608 circa, dai colori tersi e caldi. Interessanti anche il Crocifisso del primo Settecento sull'altar maggiore e il fonte battesimale in marmo bianco, di un maturo manierismo.